# Petar II. Petrović Njegoš
Petar II. Petrović Njegoš (srbsko Петар II Петровић Његош), črnogorski pesnik, filozof in vladika Črne gore, * 1. november 1813, Njeguši, Črna gora, † 10. oktober 1851, Cetinje, Črna gora. Njegova dela veljajo za ena najpomembnejših v srbski in črnogorski književnosti.

## Življenjepis
Izobraževal se je v cetinjskem samostanu, položaj vladike, cerkvenega in posvetnega vladarja Črne gore, pa je prevzel pri 17 letih. Zavedajoč se potrebe, da Črna gora postane sodobna država, je pomiril prepire med posameznimi plemeni in ustanovil senat, prvo izvršno vejo oblasti. Vzpostavil je sodišča, začel s pobiranjem davkov, utrdil meje svoje države, gradil ceste ter ustanovil prvo šolo in tiskarno, poleg tega pa je ustvarjal svoje pesmi. Med njimi je verjetno najbolj znana pesnitev Gorski venec, v katerem piše o svoji domovini. 
Pokopan je v majhni kapeli vrh gore Lovćen, kjer je bil kasneje zgrajen njegov mavzolej.

## Dela
- Cetinjski puščavnik (1834)
- versko-filozofski ep Luč mikrokozma (1845)
- pesnitev Gorski venec (1847)
- Lažni car Šćepan Mali (1851)